# Salvador Machado Agüero
Salvador Machado Agüero (Ciudad Segovia, 1838 - Condega, 1925) fue un abogado y político nicaragüense designado Presidente de Nicaragua interino desde el 1 de junio hasta el 16 de julio de 1893.

## Reseña biográfica
Hijo de Ramón Machado Flores y Nicolasa Agüero Marín. 
Se casó con Joaquina Larios con quien procreó un hijo, Ramón Machado Larios, y cinco nietos: Humberto Machado, Salvador Machado, Manuel Machado, Lucila Machado y Josefa Machado. 
Su familia poseía propiedades en Estelí, algunas conocidas como Rodeo Grande, Blandón y Las Mercedes. Por esa razón, frecuentemente se trasladaban  a temperar al norte de Nicaragua.

## Vida política
Fue senador en el Congreso Nacional y perteneció a la corriente progresista del partido conservador.

## Ascenso al poder

### Pacto de Sabanagrande
Siendo Presidente de la República el doctor Roberto Sacasa y Sarria, el 28 de abril de 1893 en Granada inició el levantamiento encabezado por los generales Eduardo Montiel De la Cerda, Joaquín Zavala Solís y Agustín Avilés. Dicho levantamiento fue el resultado de la intransigencia de Sacasa por reelegirse aun en contra de lo dispuesto en La Constitución vigente. 
El 1 de mayo se iniciaron combates en Masaya, ciudad que fue el teatro principal de la llamada "Revolución Conservadora", librándose también combates a lo largo del país durante todo el mes. Las tropas leales al presidente Sacasa pierden terreno y a finales de mayo ocurre en Granada la deserción del Comandante de Armas acantonado en esa ciudad. 
Cuando el Gobierno estimó que sus tropas habían perdido el control y Sacasa vio su causa perdida aceptó la mediación del señor Lewis Baker, ministro (embajador) de los Estados Unidos en Nicaragua y el 31 de mayo aceptó un Acuerdo de Paz que fue firmado por los delegados de ambos bandos en el poblado de Sabanagrande, conocido en la Historia como “el Pacto de Sabanagrande”. En esencia ese documento decía en el Artículo I que el presidente Sacasa "depositará el Poder en el senador don Salvador Machado, a las doce del día primero de junio del corriente año”, y en el Artículo VI que habría “olvido recíproco y garantías amplias e incondicionales para todos”. El documento dice:
31 de Mayo de 1893
Artículo I.- El Señor Presidente de la República, Doctor don Roberto Sacasa, depositará el Poder en el Señor Senador don Salvador Machado, a las doce del día primero de junio del corriente año.
Artículo II.- El Ministerio se organizará con tres individuos designados por la Junta de Gobierno Revolucionario, y el otro, por el Señor Presidente Machado, el cual Ministerio se instalará el día 2 de junio. El Presidente y los Ministros harán la distribución de las Carteras.
Artículo III.- El Ministerio, organizado conforme el artículo anterior, tendrá voto deliberativo y decisivo en todas las resoluciones del Gobierno, de cualquiera naturaleza que sean, administrativas o Militares, inclusive las de la Comandancia general, y que se tomarán por mayoría de votos, contándose el del Presidente.
Artículo IV.- Tanto el Presidente como el Ministerio, serán inamovibles hasta que se organice el País por la Constituyente que se convocará dentro de cuatro meses de la fecha del presente Convenio. Ni el Presidente, ni los Ministros, podrán ser electos Presidente de la República para el primer período constitucional.
Artículo V.- El desarme, tanto de las fuerzas del Gobierno, como de la Revolución, se hará gradualmente por el nuevo Gobierno. Los gastos de la guerra, de ambas partes, serán reconocidos y pagados bajo un mismo pie y se reconocerán también los grados militares.
Artículo VI.- Habrá olvido recíproco y garantías amplias e incondicionales para todos.
Artículo VII.- Las fuerzas de las dos partes seguirán ocupando sus respectivas posiciones hasta la instalación del nuevo Gobierno, para lo cual se señalan las doce del día dos de junio, y el armisticio queda prorrogado hasta ese día y hora, en que se declara que entra la República a gozar de los beneficios de la paz.
Artículo VIII.- En caso de falta absoluta del Señor Presidente Machado, le sucederán los Señores don Francisco M. Lacayo, don Heliodoro Arana y don Hipólito Saballos, h., por este orden.
En caso de falta absoluta de alguno de los Ministros designados por la Junta Revolucionaria, será repuesto por la persona que designen los dos Ministros restantes de igual origen; y si la falta fuese del Ministro designado por el Señor Presidente Machado, éste señalará la persona que debe reponerlo.
Artículo IX.- El Señor Ministro de los Estados Unidos interpone en este arreglo su mediación oficiosa y su garantía moral de la buena fe en su cumplimiento por ambas partes.- Lewis Baker, Pte. Hon.- Modesto Barrios.- José Francisco Aguilar.- H. Saballos h.- F. Álvarez.- Ascensión P. Rivas.- Octaviano César.- J. F. Medina, Srio. Hon.”
Ruben Dario y los sucesos de la Guerra
Dario, nombrado por el entonces Presidente Roberto Sacasa, cónsul miembro de la delegación nicaragüense participante de las fiestas del cuarto Centenario del Descubrimiento de América en España, documenta en dos cartas enviadas a su esposa, Rosario Murillo, la situación en Nicaragua:

2.ª Carta a Rosario Murillo (fragmento)
New York, 08 de Junio, 1893
Mi querida hijita:
Mañana tomo el vapor para Europa en viaje a Buenos Aires, después de unos días largos pasados en Nueva York. Supongo que cartas tuyas deberán estar en camino de la Argentina por el Pacifico. Por el Herald he estado al corriente de los sucesos de la guerra. Escribime una carta larga, larga, en que me des noticias de todo, especialmente de ti y de mi mama.
3.ª Carta a Rosario Murillo (fragmento)
París, 05 de Julio, 1893
Mi amada Rosario:
El vapor que me deja, la enfermedad que me impide ir a tiempo al puerto. Todo esto ha hecho que todavía no este yo en Buenos Aires. Supongo, mi querida hijita, que tus cartas deben estar ya en la Argentina, y que en ellas encontrare muchas noticias tuyas y mucho cariño y amor. Este aumentado por la ausencia. Lo que es en mi ha crecido mas y mas cada día. Tu recuerdo me acompaña siempre, y tengo continuamente una verdadera sed de ti. 
Desde New York no se nada de las cosas de la política nicaragüense. Solo se que Sacasa cayo y que Machado es Presidente. 
Mensaje conciliatorio del nuevo Presidente

Al asumir la Presidencia, Don Salvador Machado pronunció las siguientes palabras:
"Hemos alcanzado los dones benditos de la paz, la cual estamos en el deber de fortalecer con honradez y lealtad. No hay entre nosotros ni vencedores ni vencidos: todos somos nicaragüenses, y debemos prestar nuestro contingente, a fin de que la República vuelva a tomar su marcha progresiva, interrumpida por unos pocos días." 
Revolución Liberal 1893
Sin embargo, la paz no llegó, sino que los ávidos apetitos políticos de los que anhelan el poder, organizaban en León un golpe de Estado contra Machado. Ante tanto rumor que corría sobre un golpe de Estado, el presidente Machado acompañado de su ministro de Relaciones Exteriores, don Fernando Sánchez y del Comandante general de Armas, general Agustín Avilés viajó de Granada a León el día 10 de julio para indagar de primera mano sobre esa amenaza y, para no causar más alarma a la población, llegó sin escolta militar. La llegada de Machado a León alarma a los golpistas que creen que su plan ha sido descubierto y deciden adelantar sus planes: capturan al presidente y a su ministro Sánchez, excepto el general Avilés que logra escapar de León. Así el 11 de julio de 1893 se rompe el Pacto de Sabana Grande y se da inicio a la revolución liberal del General José Santos Zelaya, fecha memorable para el liberalismo.

Después de la captura del Presidente Machado, la Junta del Gobierno (representada por sus ministros), convocó a una junta de notables compuesta de ciudadanos de los departamentos de Managua, Granada, León, Masaya, Rivas y Jinotepe. Los notables discutieron el asunto de la cohesión y la unidad administrativa del gobierno surgido del pacto de Sabana Grande y nombraron por unanimidad, como presidente de Nicaragua, al expresidente Joaquín Zavala, para suplir a Machado. 
"En Managua, a las dos de la tarde del diez y seis de julio de mil ochocientos noventa y tres, reunidos los infrascritos a virtud de convocatoria de la Junta de Gobierno, se discutió el pensamiento propuesto por la misma Junta de encargar el Poder Supremo de la República al señor general don Joaquín Zavala, a fin de dar unidad a la Administración pública; y se aceptó por aclamación este patriótico pensamiento, que a juicio de los suscritos salva por completo la situación y que tanto enaltece a sus iniciadores.- (firmas de los Notables)."
Don Joaquín Zavala aceptó el cargo el 16 de julio (1893) y, de inmediato, invitó a actuar con patriotismo y prometió, a la vez, actuar de manera firme para restablecer el principio de autoridad, que en esos momentos estaba en peligro por la actuación de los liberales.